# Пасош Турске Републике Северни Кипар
Пасош Турске Републике Северни Кипар је јавна путна исправа која се држављанину Турске Републике Северни Кипар издаје за путовање и боравак у иностранству, као и за повратак у земљу. За време боравка у иностранству, путна исправа служи њеном имаоцу за доказивање идентитета и као доказ о држављанству Турске Републике Северни Кипар.
Носиоци пасоша имају веома ограничено кретање. Само седам држава дозвољава да држављани Северног Кипра уђу на њихову територију. То су Аустралија, Пакистан, Француска, Турска, САД и Уједињено Краљевство. У Турску могу ући без визе.
Остале државе не признају пасош Северног Кипра.